# جيت موتو 3
جيت موتو 3 (بالإنجليزية: Jet Moto 3)‏ ، هي لعبة فيديو من نوع سباق الدراجات النارية التخيلية ، أنتجت سنة 1999م ، ونشرها شركة سوني كمبيوتر إنترتنمنت ، وبيعت اللعبة حصراً في الولايات المتحدة الأمريكية.